# 釋廣洽
釋廣洽（1900年—1994年2月24日），俗姓黃，法名照潤，字廣洽，福建泉州南安縣人，中國佛教高僧。1921年於廈門南普陀寺旁的普照寺剃度，屬於漳州南山清泰寺臨濟宗的“喝雲法派”。

## 生平
1937年，中日戰爭爆發後，廣洽法師應剃度師瑞今法師之召，往新加坡龍山寺協助弘化。1987年，廣洽法師獲新加坡總統頒發公共服務獎章以表揚他為社會福利事業的貢獻。1994年2月24日廣洽法師安詳舍報，世壽95歲 。
2007年3月4日位於新加坡的「廣洽紀念館」在納丹總統主持下開幕，為東南亞漢傳佛教第一間以個人收藏為題的藝術館。

## 資料來源
1. ↑  於凌波著。《民國高僧傳續編》新加坡薝蔔院釋廣洽傳。雲龍出版社。2005年9月1日。第247-255頁。ISBN 9867640969。
2. ↑  新加坡廣洽紀念館隆重開幕。中華人民共和國駐新加坡共和國大使館網站。2007年3月5日。  （页面存档备份，存于）

## 外部連結
- 廣洽法師簡介。南普陀太虛圖書館。 （页面存档备份，存于）